# چارلز لارنس
چارلز لارنس (انگلیسی: Charles Lawrence; ۱۴ دسامبر ۱۷۰۹ – ۱۹ اکتبر ۱۷۶۰) فرد نظامی اهل پادشاهی بریتانیای کبیر بود.